# Besos robados (telenovela)
Besos robados es una telenovela juvenil venezolana-peruana, producida por Venevisión International e Iguana Producciones, para Venevisión y Frecuencia Latina en 2004. Es una versión de la telenovela peruana Carmín, que a su vez, está basada en la radionovela argentina Altanera Evangelina Garret, de Alberto Migré.
Es protagonizada por la peruana Stephanie Cayo y el venezolano Juan Carlos García, con la participación antagónica de la venezolana Verónica Schneider.

## Trama
La telenovela se desarrolla en el Instituto Ars Viva, una exclusiva escuela superior de arte. Allí es contratado como profesor Alejandro Pomar, un joven trabajador y responsable que toma muy en serio su labor.
En su primer día como docente, Alejandro se encuentra con un aula llena de alumnas revoltosas e incontrolables, que solo piensan en cantar y bailar, descuidando sus estudios. El grupo es liderado por Paloma Velacochea, la chica que se convertirá en su peor pesadilla y en su gran amor.
Huérfana de padres, Paloma ha crecido rodeada de lujos, consentida por su nana y por su tía Fernanda, con quien vive desde los 12 años. Como alumna, Paloma es un dolor de cabeza, rebelde y desafiante. Pero a la vez, su dulzura y espontaneidad inspiran ternura. A pesar de sí mismo, Alejandro comienza a sentir algo muy especial por esta chica alocada, quien se ha propuesto enamorar al profesor. Y poco a poco, Paloma logra robarle el corazón.
Esto complica la situación, ya que Alejandro ha entablado una relación amorosa con Fernanda, la hermosa tía de Paloma, a quien se acercó inicialmente para conversar sobre la indisciplina de la jovencita. Fernanda es el tipo de mujer que Alejandro siempre ha soñado, y su relación con ella lo ayuda a reprimir lo que realmente siente por Paloma. Así se crea un triángulo que traerá muchos enredos y sinsabores para todos, hasta que el amor verdadero triunfe sobre todos los obstáculos.

## Elenco
- Stephanie Cayo - Paloma Velacochea
- Juan Carlos García - Alejandro Pomar
- Verónica Schneider - Fernanda Velacochea
- William Bell Taylor - Orlando Suárez
- Julián Legaspi - Samuel Lang
- Eduardo Linares - Rómulo Velacochea
- María Angélica Vega - Miriam Luna
- Isabel Duval - Teresa Pomar
- Yanet Muranski - Directora Carmen
- Marcelo Oxenford - Jerry Watson
- Emilia Drago - Mica
- Claudia Berninzon - Charito
- Trilce Cavero - Beatriz García
- László Kovács - Héctor Bellido
- Janet Muzzazi - Carmen Bellido
- Christian Thorsen - Sandro Rossi
- Alessandra Denegri - Rocío Rossi
- Carlos Thornton - Santiago Robles
- Tati Alcántara - Sandra Luna
- Paula Marijúan - Natalia Prado
- Janice Madueño - Diana Prado
- Kathy Salazar - Katia Bueno
- Carmela Medina - Graciela "Grace"
- Daniela Gamez - Cristina "Cris"
- Melissa Valencia - Tatiana "Tati"
- Carolina Cano - Gisela
- Joaquín Escobar - Mauro
- José Campodónico - Raúl
- Ramiro Dibós - Beto
- Israel Maldonado - Mark
- Sebastián Silva - Chibolin
- Gonzálo Silva - Garsgors
- Jorge Guzmán - Petit / Potot
- Karen Dejo - Ana
- Miguel Arce - César
- Alberto Ísola - Walter Dreyer
- Daniela Sarfati - Jimena
- Edith Tapia - Pippi
- Juan Carlos Salazar - Bobby

## Versiones
Besos robados está basada en la radionovela argentina Altanera Evangelina Garret, escrita por Alberto Migré. Las otras versiones de esta historia son:
- Altanera Evangelina Garret: Telenovela argentina realizada por Canal 13 en 1962, protagonizada por Atilio Marinelli y Mabel Landó.
- Adorable profesor Aldao: Telenovela argentina realizada por Canal 9 en 1968, protagonizada por Guillermo Bredeston y Beatriz Taibo.
- El adorable profesor Aldao: Telenovela peruana realizada por Panamericana Televisión en 1971, protagonizada por Julio Alemán y Regina Alcover.
- Pablo en nuestra piel: Telenovela argentina realizada por Canal 13 en 1977, protagonizada por Arturo Puig y María Valenzuela.
- Carmin: Telenovela peruana realizada por Panamericana Televisión en 1984, protagonizada por Patricia Pereyra y Roberto Moll.
- El hombre que amo: Telenovela argentina realizada por Canal 9 en 1986, protagonizada por Germán Kraus, Stella Maris Closas y Silvia Kutika.